# Маккарти, Стив
Стив Макка́рти (англ. Steve McCarthy; род. 3 февраля 1981, Трейл, Британская Колумбия) — канадский хоккеист, защитник. В настоящее время является ассистентом главного тренера клуба НХЛ «Коламбус Блю Джекетс».
На драфте НХЛ 1999 года выбран в 1 раунде под общим 23 номером командой «Чикаго Блэкхокс». 22 августа 2005 года обменян в «Ванкувер Кэнакс». 9 марта 2006 года обменян в «Атланту Трэшерз». В июле 2008 перешёл в «ХК Салават Юлаев». По окончании сезона КХЛ 2008/09 уехал в Америку и продолжил выступление за «Анахайм». Известен тем, что 5 октября 2007 года выбил зуб Александру Овечкину.

## Статистика
```
                                            --- Regular Season ---  ---- Playoffs ----
Season   Team                        Lge    GP    G    A  Pts  PIM  GP   G   A Pts PIM
--------------------------------------------------------------------------------------
1996-97  Edmonton Ice                WHL     2    0    0    0    0  --  --  --  --  --
1997-98  Edmonton Ice                WHL    58   11   29   40   59  --  --  --  --  --
1998-99  Kootenay Ice                WHL    57   19   33   52   79   6   0   5   5   8
1999-00  Kootenay Ice                WHL    37   13   23   36   36  --  --  --  --  --
1999-00  Chicago Blackhawks          NHL     5    1    1    2    4  --  --  --  --  --
2000-01  Norfolk Admirals            AHL     7    0    4    4    2  --  --  --  --  --
2000-01  Chicago Blackhawks          NHL    44    0    5    5    8  --  --  --  --  --
2001-02  Norfolk Admirals            AHL    77    7   21   28   37   2   0   3   3   2
2001-02  Chicago Blackhawks          NHL     3    0    0    0    2  --  --  --  --  --
2002-03  Norfolk Admirals            AHL    19    1    6    7   14   9   0   4   4   0
2002-03  Chicago Blackhawks          NHL    57    1    4    5   23  --  --  --  --  --
2003-04  Chicago Blackhawks          NHL    25    1    3    4    8  --  --  --  --  --
2005-06  Vancouver Canucks           NHL    51    2    4    6   43  --  --  --  --  --
2005-06  Atlanta Thrashers           NHL    16    7    3   10    8  --  --  --  --  --
2006-07  Atlanta Thrashers           NHL    46    4   12   16   24
--------------------------------------------------------------------------------------
         NHL Totals                        247   16   32   48  120

```